# The Vanishing Legion

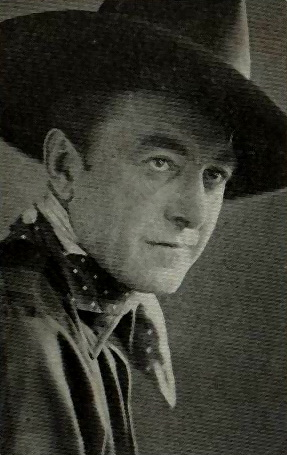
Harry Carey interpreta o perfurador de petróleo "Happy" Cardigan.

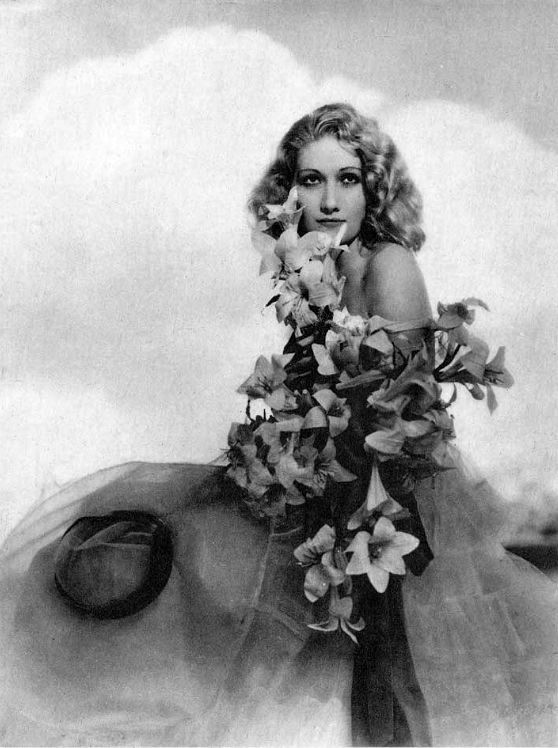
Edwina Booth, que teve a carreira interrompida cedo, mediante uma doença tropical que adquirira num filme anterior, Trader Horn.

The Vanishing Legion é um seriado estadunidense de 1931, gênero Western, dirigido por Ford Beebe e B. Reeves Eason, em 12 capítulos, estrelado por Harry Carey, Edwina Booth e William Desmond. Foi produzido e distribuído pela Mascot Pictures, e veiculou nos cinemas estadunidenses a partir de 2 de junho de 1931.
Os astros Harry Carey e Edwina Booth foram originalmente escolhidos para o seriado anterior, King of the Wild, mas o plano foi mudado quando o filme da MGM Trader Horn, em 1931, invadiu a sua programação, usando os atores. Ambos também estrelaram o seriado da Mascot Pictures The Last of the Mohicans (1932), e Carey foi o principal em The Devil Horse (1932). Uma doença tropical que Edwina Booth adquiriu durante as filmagens de Trader Horn a levou a aposentar-se da atuação.

## Sinopse
O vilão mascarado The Voice, tenta sabotar a Milesburg Oil Company. "Happy" Cardigan precisa encontrar petróleo antes que seu contrato com a Milesburg Oil Company expire. O pai de Jimmie Williams, Jed (Edward Hearn), é acusado de assassinato. A secretária Caroline Hall parece ter outros motivos. A misteriosa "Vanishing Legion" também entra em cena. Jimmie e Cardigan se juntam para derrotar The Voice e resolver os mistérios que cercam Mileburg.

## Elenco
- Harry Carey … "Happy" Cardigan, perfurador de petróleo
- Edwina Booth … Caroline Hall, secretária de Hornbeck
- Rex the Wonder Horse  … Rex, King of Wild Horses,[4] que apenas Jimmie pode montar
- William Desmond … Xerife de Milesburg
- Frankie Darro … Jimmie Williams, cujo pai é procurado por assassinato, e que juntamente com Cardigan tenta desmascarar “The Voice”
- Philo McCullough … Stevens
- Yakima Canutt … Yak
- Joe Bonomo … Stuffy
- Tom Dugan … Warren, um diretor da Companhia de Petróleo Milesburg
- Lafe McKee … Hornbeck, um advogado da Milesburg Oil Company
- Bob Kortman … Marno, capanga de The Voice
- Paul Weigel … Larribee, um diretor da Milesburg Oil Company
- Olive Fuller Carey[5] … Enfermeira Lewis
- Boris Karloff … a voz de The Voice, o vilão mascarado
- Robert D. Walker
- Bob Reeves ... Capanga (não creditado)[6]
- Pete Morrison.[7] Brady
- Edward Hearn.[8] Jed Williams

## Capítulos
1. Voice from the Void
2. Queen of the Night Riders
3. The Invisible Enemy
4. The Fatal Message
5. The Trackless Trail
6. The Radio Riddle
7. The Crimson Cue
8. Doorway of Disaster
9. When Time Stood Still
10. Riding the Whirlwind
11. Capsule of Oblivion
12. Hoofs of Horror [sic]

Fonte:

## Seriado no Brasil
The Vanishing Legion, sob o título Legião dos Centauros, foi aprovado pela censura brasileira, de acordo com o Diário Oficial da União, a partir de 24 de julho de 1940, sendo portanto provável que o seriado tenha estreado no país no mesmo ano de 1940.